# Могутні Месники
«Могутні Месники» (англ. The Mighty Avengers) — серія коміксів, яку видавала компанія Marvel Comics. Спочатку її писав Браян Майкл Бендіс, який також був автором «Нових Месників».
У перших випусках серія розповідала про офіційно затверджену команду Месників, яка складалася з зареєстрованих супергероїв, що базувались у Нью-Йорку та діяли в рамках програми «Ініціатива П’ятдесяти Штатів». Це протиставлялося нелегальній команді Нових Месників.
Перше втілення команди очолювали Залізна людина (Тоні Старк) та Міз Марвел (Керол Денверс). Другий склад команди вже вів Генк Пім, а третє формування очолювали Люк Кейдж та Моніка Рамбо.

## Історія публікації
Команда вперше з’являється у The Mighty Avengers #1 (травень 2007 року), написаному Браяном Майклом Бендісом, із малюнками та тушшю Френка Чо. До складу, очолюваного Міз Марвел, також увійшли Арес, Чорна вдова, Залізна людина, Вартовий, Оса та Диво-людина. Після подій «Громадянської війни», Залізна людина запрошує Міз Марвел очолити оновлену команду. Разом вони формують перший склад нових Могутніх Месників.

## Історія команди
Спочатку Могутні Месники були командою зареєстрованих супергероїв, створеною Тоні Старком після Громадянської війни, коли більша частина колишніх Месників пішла в підпілля, відмовившись прийняти Акт про реєстрацію супергероїв. Після секретного вторгнення імперії скрулів, під час якого загинула Джанет Ван Дайн, уряд поклав відповідальність за події, що відбулися, на Тоні Старка, Месники та Щ.И.Т. були розформовані, а всі пости Старка були передані Норману Озборну, відомому як Зелений Гоблін і директор Громовержців. Озборн створив нову команду Месників, відому як Темні Месники, і переформував Щ.И.Т. в нову організацію під назвою МОЛОТ.
Після вторгнення Генк Пім, один із засновників оригінальних Месників, раніше відомий як Велетень, Голіаф, Людина-мураха і Жовтий жакет, взяв псевдонім Оса, що належав його загиблій коханій, і створив нову команду Месників. Деякі члени команди опинилися в ній з волі бога Локі, який прийняв вигляд Багряної відьми.

## Склад

### «Ініціатива»
- Залізна людина
- Міз Марвел
- Диво-людина
- Чорна вдова
- Вартовий
- Арес
- Жінка-павук

### Міжнародна команда
- Людина-мураха
- Геркулес
- Амадей Чо
- Йокаста
- Агент США
- Висота
- Віжен II
- Ртуть
- Багряна відьма (Локі)

### «Нескінченність»
- Люк Кейдж
- Спектр
- Ронін
- Блакитне диво
- Силач
- Білий тигр
- Сокіл (Капітан Америка)
- Жінка-Галк
- Неперевершена Людина-павук

### «Avengers NOW!»
- Калуу
- Людина-павук